# Hector Tiberghien
Pour les articles homonymes, voir Tiberghien.
Hector Louis Joseph Tiberghien, né le 18 février 1890 à Wattrelos, et mort le 16 août 1951 à Neuilly-sur-Seine, est un cycliste belge.

## Biographie
Il a remporté la course Paris-Tours en 1919. Il disputa huit Tours de France, parvenant à se classer 5e en 1921, 6e en 1922 et 4e en 1923.

## Palmarès
- 1909
  - Sedan-Bruxelles
  - 5e de Liège-Bastogne-Liège
- 1910
  - 2e de l'Étoile Carolorégienne
- 1911
  - 4e de Paris-Roubaix
- 1912
  - 7e du Tour de France
- 1914
  - 9e de Paris-Tours
- 1919
  - Paris-Tours
- 1921
  - 5e du Tour de France
  - 7e de Paris-Roubaix
- 1922
  - 3e de Paris-Lyon
  - 4e de Paris-Tours
  - 6e du Tour de France
- 1923
  - 3e de Paris-Tours
  - 4e du Tour de France
  - 5e de Bordeaux-Paris
- 1924
  - 10e du Tour de France

## Résultats sur le Tour de France
- 1912 : 7e
- 1914 : 18e
- 1919 : abandon (2e étape)
- 1920 : abandon (5e étape)
- 1921 : 5e
- 1922 : 6e
- 1923 : 4e
- 1924 : 10e